# Carme Obradors i Domènech
Carme Obradors i Domènech (Sabadell, 15 de març de 1925 - Sabadell, 15 de febrer de 1986) fou una assistenta social catalana, de la primera promoció de l'Escola Catòlica sabadellenca.
L'any 1963 va començar a treballar com a assistent social de Càritas al barri de Campoamor, on prengué consciència de la mala planificació urbanística i de les pèssimes condicions en què vivien els immigrants procedents del sud de l'estat. Fomentà les actuacions socials per sobre de la beneficència tradicional de l'ONG cristiana, fomentant la integració dels immigrants al teixit associatiu de la ciutat, la participació de la dona, la igualtat entre homes i dones en les tasques del dia a dia, i demostrant que la tasca d'assistenta social havia de ser remunerada.
Durant els anys 1960 va impulsar amb mossèn Josep Maria Canals i Lamiel («Mossèn Dinamita»), vicari de la parròquia de Gràcia i militant del Front Nacional de Catalunya, la creació de l'Associació de Veïns. Des de l'associació lluitaren per aportar millores al barri, aconseguint l'obertura d'un dispensari mèdic i organitzant activitats per a infants i joves. Obradors fou la principal impulsora de la cooperativa d'habitatges “La Vanguardia”. I va donar cobertura i suport als moviments antifranquistes com els sindicats CCOO i l'USO, o partits polítics com el PSUC, el PSC o la LCR.
Fruit del seu treball al barri de Campoamor és la tesi El sudoeste de Sabadell, que va ser finalista del Premi Nova Terra del 1964 i es va publicar el 1966 amb el títol de La integración del suburbio en la comunidad urbana. Obradors va col·laborar també en diverses publicacions ciutadanes, com Eufòria, Alba o Sabadell, i durant divuit anys va treballar com a assistenta social a la Mútua d'Assegurances de Terrassa.

## Reconeixement
Al novembre de 2011 la ciutat de Sabadell li va dedicar una plaça.